# Alexandr Kovalenko (piragüista)
Alexandr Kovalenko –en ruso, Александр Коваленко– (Dinskaya, 26 de abril de 1986) es un deportista ruso que compite en piragüismo en la modalidad de aguas tranquilas. Ganó tres medallas en el Campeonato Mundial de Piragüismo entre los años 2013 y 2018, y cuatro medallas en el Campeonato Europeo de Piragüismo entre los años 2013 y 2018.

## Palmarés internacional
| Campeonato Mundial | Campeonato Mundial          | Campeonato Mundial | Campeonato Mundial |
| Año                | Lugar                       | Medalla            | Competición        |
| ------------------ | --------------------------- | ------------------ | ------------------ |
| 2013               | Duisburgo (Alemania)        | Medalla de plata   | C2 200 m           |
| 2017               | Račice (República Checa)    | Medalla de oro     | C2 200 m           |
| 2018               | Montemor-o-Velho (Portugal) | Medalla de bronce  | C2 200 m           |
| Campeonato Europeo |                             |                    |                    |
| Año                | Lugar                       | Medalla            | Competición        |
| 2013               | Montemor-o-Velho (Portugal) | Medalla de oro     | C2 200 m           |
| 2016               | Moscú (Rusia)               | Medalla de bronce  | C2 200 m           |
| 2017               | Plovdiv (Bulgaria)          | Medalla de oro     | C2 200 m           |
| 2018               | Belgrado (Serbia)           | Medalla de oro     | C2 200 m           |